# 점렬 공간
일반위상수학에서 점렬 공간(點列空間, 영어: sequential space)은 위상수학적 구조를 그물 대신 점렬만으로 다룰 수 있는 위상 공간이다. 점렬성은 제1 가산 공간의 조건을 매우 약화시킨 것이다. 점렬 공간의 범주는 범주론적으로 여러 좋은 성질들을 갖는다.

## 정의
위상 공간 {\displaystyle X}의 부분 집합 {\displaystyle U\subseteq X}이 다음 조건을 만족시키면, 점렬 열린집합(點列-集合, 영어: sequentially open set)이라고 한다.
- 임의의 점렬 {\displaystyle (x_{i})_{i=0}^{\infty }\subseteq X}에 대하여, 만약 {\displaystyle x_{i}\to u}인 {\displaystyle u\in U}가 존재한다면, 충분히 큰 {\displaystyle i}에 대하여 {\displaystyle x_{i}\in U}이다.

위상 공간 {\displaystyle X}의 부분 집합 {\displaystyle C\subseteq X}이 다음 조건을 만족시키면, 점렬 닫힌집합(點列-集合, 영어: sequentially closed set)이라고 한다.
- 임의의 점렬 {\displaystyle (x_{i})_{i=0}^{\infty }\subseteq C}에 대하여, 만약 {\displaystyle x_{i}\to x}인 {\displaystyle x\in X}가 존재한다면, {\displaystyle x\in C}이다.

위 정의에서, "점렬"을 그물 또는 필터로 대체하면 표준적인 열린집합·닫힌집합의 정의와 동치인 개념을 얻는다. 즉, 모든 열린집합은 점렬 열린집합이며 모든 닫힌집합은 점렬 닫힌집합이지만, 그 역은 성립하지 않을 수 있다.
임의의 위상 공간 {\displaystyle X}에 대하여 다음 조건들이 서로 동치이며, 이를 만족시키는 위상 공간을 점렬 공간이라고 한다.
- 모든 점렬 열린집합은 열린집합이다.
- 모든 점렬 닫힌집합은 닫힌집합이다.
- 제1 가산 공간의 몫공간이다.
- 거리화 가능 공간의 몫공간이다.
- 임의의 위상 공간 {\displaystyle Y} 및 함수 {\displaystyle f\colon X\to Y}에 대하여, 만약 {\displaystyle f}가 점렬 연속 함수라면 {\displaystyle f}는 연속 함수이다.

즉, 점렬 공간에서는 열린집합 · 닫힌집합 · 연속 함수의 개념을 그물 또는 필터 대신 점렬만으로 다룰 수 있다.

### 점렬 폐포
위상 공간 {\displaystyle X}의 부분 집합 {\displaystyle A\subseteq X}의 점렬 폐포(點列閉包, 영어: sequential closure) {\displaystyle \operatorname {cl_{seq}} A}는 {\displaystyle A} 속의 점렬들의 극한들로 구성된 {\displaystyle X}의 부분 집합이다.
{\displaystyle \operatorname {cl_{seq}} A=\left\{x\in X\colon \exists (a_{i})_{i=0}^{\infty }\subseteq A\colon a_{i}\to x\right\}}
점렬 폐포는 멱등 연산이 아니다. 즉, 일반적으로
{\displaystyle \operatorname {cl_{seq}} \operatorname {cl_{seq}} A\neq \operatorname {cl_{seq}} A}
이다. 위상 공간 {\displaystyle X}의 부분 집합 {\displaystyle A}에 대하여, 초한 점렬 폐포열(超限點列閉包列, 영어: transfinite sequential closure sequence) {\displaystyle A_{\alpha }}는 다음과 같이 정의된다.
- {\displaystyle A_{0}=A}
- 따름 순서수 {\displaystyle \alpha +1}에 대하여, {\displaystyle A_{\alpha +1}=\operatorname {cl_{seq}} A_{\alpha }}이다.
- 극한 순서수 {\displaystyle \alpha }에 대하여,
{\displaystyle A_{\alpha }=\bigcup _{\beta <\alpha }A_{\beta }}

임의의 위상 공간 {\displaystyle X}의 부분 집합 {\displaystyle A\subseteq X}에 대하여, {\displaystyle A_{\alpha }=A_{\alpha +1}}이 되는 최소의 순서수 {\displaystyle \alpha }가 존재하며, 또한 항상 {\displaystyle \alpha \leq \omega _{1}}이다. ({\displaystyle \omega _{1}}은 최소의 비가산 순서수이다.) 이 경우 {\displaystyle A_{\alpha }}를 {\displaystyle A}의 초한 점렬 폐포(超限點列閉包, 영어: transfinite sequential closure)라고 한다.
점렬 공간 속에서, 초한 점렬 폐포는 항상 (일반적) 폐포와 일치한다. 점렬 공간 {\displaystyle X}의 점렬 순서수(點列順序數, 영어: sequential order)는 모든 {\displaystyle A\subseteq X}에 대하여 {\displaystyle A_{\alpha }=\operatorname {cl} A}가 되는 최소의 순서수 {\displaystyle \alpha }이다.
위상 공간 {\displaystyle X}에 대하여, 다음 조건들이 서로 동치이며, 이를 만족시키는 위상 공간을 프레셰-우리손 공간(Fréchet-Урысон空間, 영어: Fréchet–Urysohn space)이라고 한다..
- {\displaystyle X}의 모든 부분 집합은 점렬 공간이다.
- {\displaystyle X}의 모든 부분 집합의 폐포는 점렬 폐포와 같다. 즉, {\displaystyle X}의 점렬 순서수는 1이다.

## 성질
다음과 같은 포함 관계가 성립한다.
제2 가산 공간 ∪ 거리화 가능 공간 ⊊ 제1 가산 공간 ⊊ 프레셰-우리손 공간 ⊊ 점렬 공간 ⊊ 콤팩트 생성 공간 ∩ 가산 생성 공간

### 점렬성을 보존하는 연산
점렬 공간에 다음과 같은 연산을 가하여도 점렬 공간을 얻는다.
- 점렬 공간의 몫공간은 점렬 공간이다.
- 점렬 공간 {\displaystyle X} 및 위상 공간 {\displaystyle Y} 및 연속 함수 {\displaystyle f\colon X\to Y}가 주어졌고, {\displaystyle f}가 닫힌 사상이거나 열린 사상이라고 하자. 그렇다면 {\displaystyle f(X)}는 점렬 공간이다. (그러나 {\displaystyle f}가 닫힌 사상도, 열린 사상도 아니라면 이는 성립하지 않을 수 있다.
- 임의의 수의 점렬 공간들의 분리합집합은 점렬 공간이다.
- 점렬 공간의 열린집합과 닫힌집합은 점렬 공간이다. (그러나 일반적인 부분 공간에 대하여 이는 성립하지 않을 수 있다.)

점렬 공간의 곱공간은 일반적으로 점렬 공간이 아니다.

### 범주론적 성질
점렬 공간과 연속 함수의 범주는 데카르트 닫힌 범주를 이루며, 따라서 모든 위상 공간의 범주 {\displaystyle \operatorname {Top} }의 쌍대 반사 부분 범주를 이룬다. (점렬 공간의 범주에서의 범주론적 곱은 (위상 공간의 범주에서의) 곱공간과 일치하지 않는다.) 즉, 점렬 공간은 노먼 스틴로드가 정의한 (위상수학에서) "편리한 범주"(영어: convenient category)를 이룬다.
데카르트 닫힌 범주를 넘어서, 점렬 공간을 충만한 부분 범주로 갖는 토포스를 정의할 수 있으며, 이를 존스톤 토포스(영어: Johnstone’s topos)라고 한다.

## 예
수학에서 다루는 거의 모든 위상 공간은 점렬 공간이다. 모든 CW 복합체와 모든 다양체는 점렬 공간이다.

### 제1 가산 공간이 아닌 프레셰-우리손 공간
가산 무한 개의 원들의 쐐기합 {\displaystyle \mathbb {R} /\mathbb {N} =\{\{r\}\colon r\in \mathbb {R} \setminus \mathbb {N} \}\cup \{\mathbb {N} \}} (즉, 실수 집합에서, 모든 자연수들을 하나의 점으로 이어붙인 몫공간)은 프레셰-우리손 공간이지만 제1 가산 공간이 아니다. 중심 {\displaystyle \mathbb {N} \in \mathbb {R} /\mathbb {N} }은 가산 국소 기저를 갖지 않기 때문이다.

### 프레셰-우리손 공간이 아닌 점렬 공간
아렌스 공간(영어: Arens space)
{\displaystyle S_{2}={\frac {\mathbb {N} \times (\{0\}\cup \{1/i\colon i\in \mathbb {Z} ^{+}\})}{\forall i\in \mathbb {Z} ^{+}\colon (0,1/i)\sim (i,0)}}}
은 (제1 가산 공간의 몫공간이므로) 점렬 공간이며, 완전 정규 하우스도르프 공간이지만, 프레셰-우리손 공간이 아니다.:54–55, Example 1.6.19 구체적으로, 점 {\displaystyle (0,0)}은 집합 {\displaystyle S_{2}\setminus \{(0,1/i)\colon i\in \mathbb {Z} ^{+}\}}의 폐포에 속하지만, {\displaystyle (0,0)}으로 수렴하는 점렬은 상수 점렬과 {\displaystyle ((0,1),(0,1/2),\dots )}의 부분 점렬밖에 없다.

### 점렬 공간이 아닌 위상 공간
비가산 집합에서, 닫힌집합을 가산 부분 집합으로 정의하자. 이 위상 공간에서, 수렴하는 점렬은 충분히 큰 첨자에 대하여 상수 점렬인 것 밖에 없다. 따라서, 모든 부분 집합은 점렬 열린집합이며, 이 위상 공간은 점렬 공간이 아니다.
아렌스 공간의 부분 공간 {\displaystyle S_{2}\setminus \{(0,1/i)\colon i\in \mathbb {Z} ^{+}\}}은 점렬 공간이 아니다.:55, Example 1.6.20

## 역사
오랫동안 제1 가산 공간에서는 일반적으로 그물을 사용하여 정의되는 각종 위상수학적 성질들이 점렬을 사용하여 정의되는 것들과 동치인 것이 알려져 있었다. 1956년에 스탠리 프랭클린(영어: Stanley P. Franklin)은 제1 가산 공간에서 이 성질이 성립하는 조건을 추상화하여 점렬 공간의 개념을 도입하였다.

## 같이 보기
- 점렬 콤팩트 공간
- 점렬 연속 함수
- 제1 가산 공간
- 콤팩트 생성 공간